# Eric Green
Eric Hubert Green (ur. 28 sierpnia 1878 w Leatherhead, zm. 23 grudnia 1972 w Stanford Dingley) – angielski hokeista na trawie. Złoty medalista olimpijski z Londynu (1908).
Po ukończeniu szkoły świętego Marka w Windsorze, Green został zawodnikiem klubu Staines Hockey Club (z miasta Staines), w którym grał na lewym skrzydle. Zdobył z nim kilka tytułów mistrza Anglii. W latach 1902–1908, brał udział w 16 zwycięskich dla Anglii meczach reprezentacyjnych.
Po dobrej grze w klubie Staines H.C. a także w klubie Middlesex H.C. (w którym grał później), został powołany do reprezentacji Anglii na Letnie Igrzyska Olimpijskie 1908 w Londynie. Wystąpił we wszystkich trzech meczach (grał jako napastnik); w meczu pierwszej rundy, który został rozegrany 29 października 1908, reprezentacja Anglii pokonała Francję 10–1. W tymże meczu strzelił swojego jedynego gola w turnieju. Następnego dnia, Anglia pokonała w półfinale Szkocję 6–1. W meczu o złoto (który odbył się 31 października), angielska drużyna pokonała ekipę z Irlandii 8–1, a tym samym Green razem z kolegami z drużyny, zdobył złoty medal olimpijski (medale zdobyły wszystkie cztery drużyny z Wielkiej Brytanii (Anglia, Irlandia, Szkocja i Walia), jednak wszystkie przypisywane są Zjednoczonemu Królestwu).
Po 1908 roku, był korespondentem hokeja na trawie w magazynie The Times. Zmarł w wieku 94 lat.